# Heinz Auerswald
Heinz Auerswald (Berlino, 26 luglio 1908 – Düsseldorf, 5 dicembre 1970) è stato un avvocato tedesco, membro delle SS dal 1933, nel 1937 divenne membro del Partito Nazista.

## Biografia
Nacque il 26 luglio 1908 a Berlino. Trascorse la giovinezza con la madre e i parenti in campagna. Frequentò la scuola elementare e la scuola secondaria superiore a Berlino, prima di diplomarsi nel 1927. Lavorò per 3 anni alla Knorr-Bremse di Berlino prima di iniziare gli studi in legge, laureandosi con un dottorato.

### Carriera

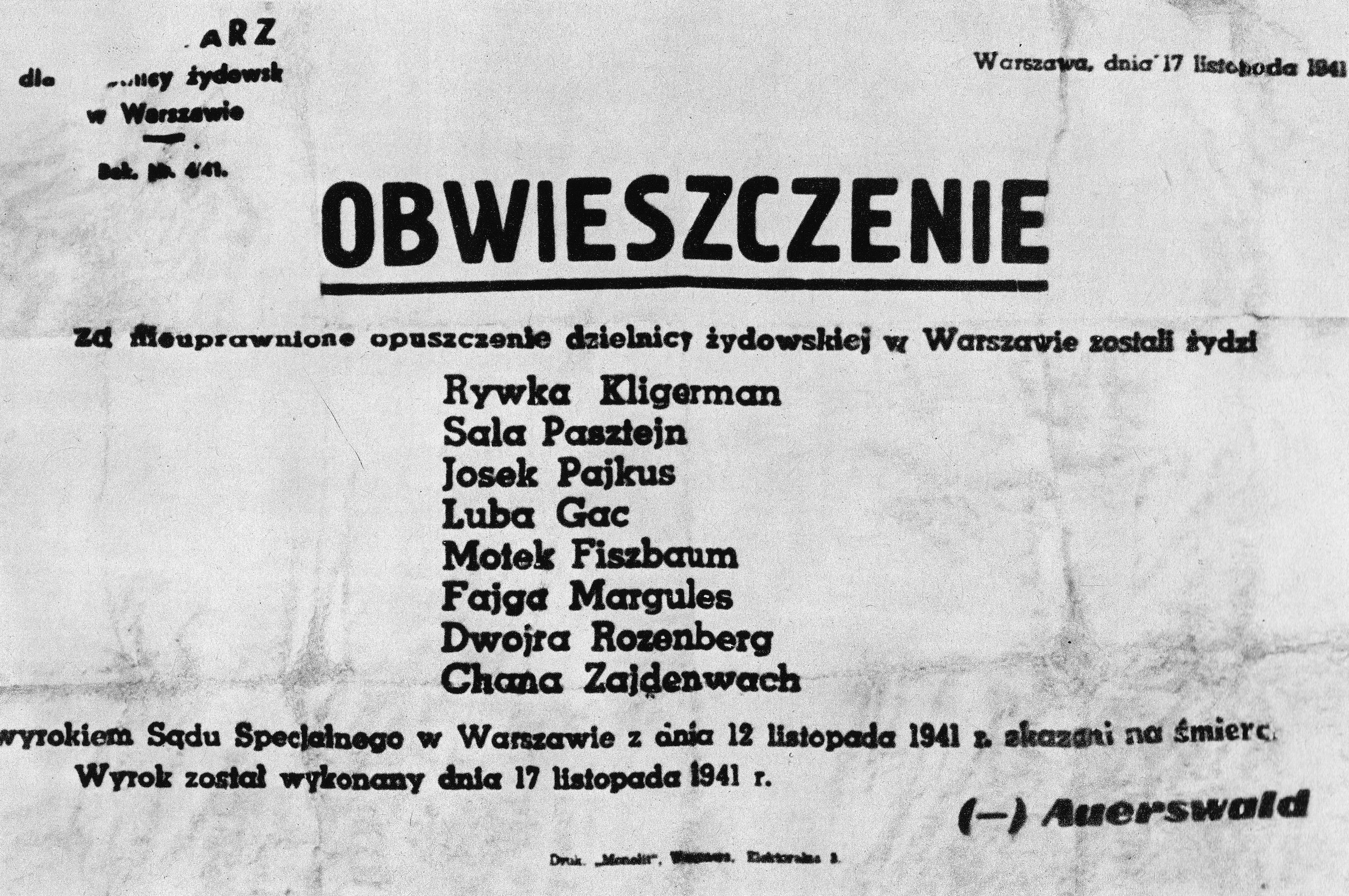
17 novembre 1941. Annuncio pubblico dell'esecuzione di otto abitanti ebrei del ghetto di Varsavia per aver oltrepassato i suoi confini, firmato da Heinz Auerswald

Il 7 giugno 1933 entrò a far parte delle SS. Fu commissario tedesco del ghetto di Varsavia (Kommissar für den jüdischen Wohnbezirk) dall'aprile 1941 al novembre 1942. Mentre i nazisti si camuffarono come amministratori e dirigenti che perseguivano la cosiddetta "politica produttiva di indipendenza economica che forniva al ghetto materiali essenziali per la sopravvivenza continua dei suoi abitanti fino all'adozione della soluzione finale", in realtà stavano già perseguendo l'obiettivo nazista di sterminare gli ebrei europei attraverso la fame e le malattie indotte dalle condizioni di vita improponibili.
"Il sovraffollamento e la scarsità di cibo hanno portato a un tasso di mortalità estremamente elevato nel ghetto. Quasi il 30% della popolazione di Varsavia era ammassata nel 2,4% dell'area della città. I tedeschi fissarono una razione di cibo per gli ebrei a sole 181 calorie al giorno. Ad agosto 1941, più di 5.000 persone al mese morirono di fame e malattie". Esiste almeno un ordine emesso da Auerswald per l'esecuzione degli ebrei fuggiti dal ghetto dal 17 ottobre 1941. Le deportazioni di massa degli ebrei dal ghetto al campo di sterminio di Treblinka iniziarono il 22 luglio 1942 mentre Auerswald fu il commissario del ghetto.

## Nel dopoguerra
Dopo la guerra, Auerswald lavorò come avvocato a Düsseldorf. Un'indagine preliminare, anche se tardiva, sulla sua partecipazione ai crimini di guerra nazisti fu avviata dal pubblico ministero di Dortmund, interrotta a causa della morte di Auerswald nel 1970.